# Biskupija Epidaurum
Biskupija Epidaurum naslovna je biskupija koja se nalazi na području nekadašneg naselja Epidaurum (današnji Cavtat).
O povijesti se ne zna puno, zna se da se prvi puta spominje oko 530. godine kada na saboru salonitanske nadbiskupije se pojavljuje epidauruski biskup Fabricijan. Na kraju VI. stoljeća nalazimo ime još jednog biskupa koji je u sporu s tadašnjim salonskim nadbiskupom. Biskup Ivan tijekom provala Avara bježi iz Epidaura u Župu dubrovačku te ubrzo u Dubrovnik gdje se neduko osniva biskupija, a epidauruska biskupija se ukida. 2009. godine papa Benedikt XVI. ponovno uspostavlja biskupiju kao naslovu, a prvi naslovni biskup je trenutni pomoćni biskup zagrebački Mijo Gorski.